# Наталија Лудошки
Др Наталија Лудошки (Перлез, 1966) професор је књижевности, есејист, историчар књижевности и књижевни критичар.

## Биографија
Рођена је у Перлезу 1966. године, дипломирала је на Катедри за југословенску књижевност и српскохрватски језик Филозофског факултета у Новом Саду 1990. године. На истом Факултету магистрирала је одбранивши тезу Књижевна критика у делу Слободана Јовановића (2003), и докторирала дисертацијом Књижевнокритичко и научно дело Младена Лесковца (2012).
Члан је Српског књижевног друштва и члан сарадник Матице српске.
Предаје Српски језик и књижевност у Зрењанинској гимназији. Живи у Новом Саду.

## Објављена дела
- Слободан Јовановић као књижевни критичар, Издавачка агенција „Венцловић”, Нови Сад, 2008.
- O Младену Лесковцу: огледи, чланци, преписка, Алтера, Београд, 2011.
- Књижевна огледања Младена Лесковца над писцима савременицима, Орион спирит, Сремска Каменица – Нови Сад, 2015.[2]